# Chris Porter
Christopher John „Chris” Porter (ur. 12 grudnia 1983 w Wigan) – angielski piłkarz występujący na pozycji napastnika w Sheffield United.
Zawodową karierę piłkarską rozpoczął w roku 2003 w klubie Bury, gdzie grał do 2005. Rozegrał 71 meczów, strzelił 18 goli. Od 2005 do 2007 był zawodnikiem Oldham Athletic, gdzie wystąpił w 66 spotkaniach, strzelił 28 goli. Następnie występował w Motherwell, Derby County oraz Sheffield United.